# Kaj Helgogaard
Kaj Ejvind Helgogaard (21. juni 1901 i Kundby-?) var en dansk politibetjent og atlet medlem af Holbæk Idrætsforening.
Helgogaard vandt to sølvmedaljer ved de danske mesterskaber; højdespring 1926 og trespring 1927.

## Danske mesterskaber
- Sølv 1927 Trespring 12,90
- Sølv 1926 Højdespring 1,80